# 宁静号节点舱

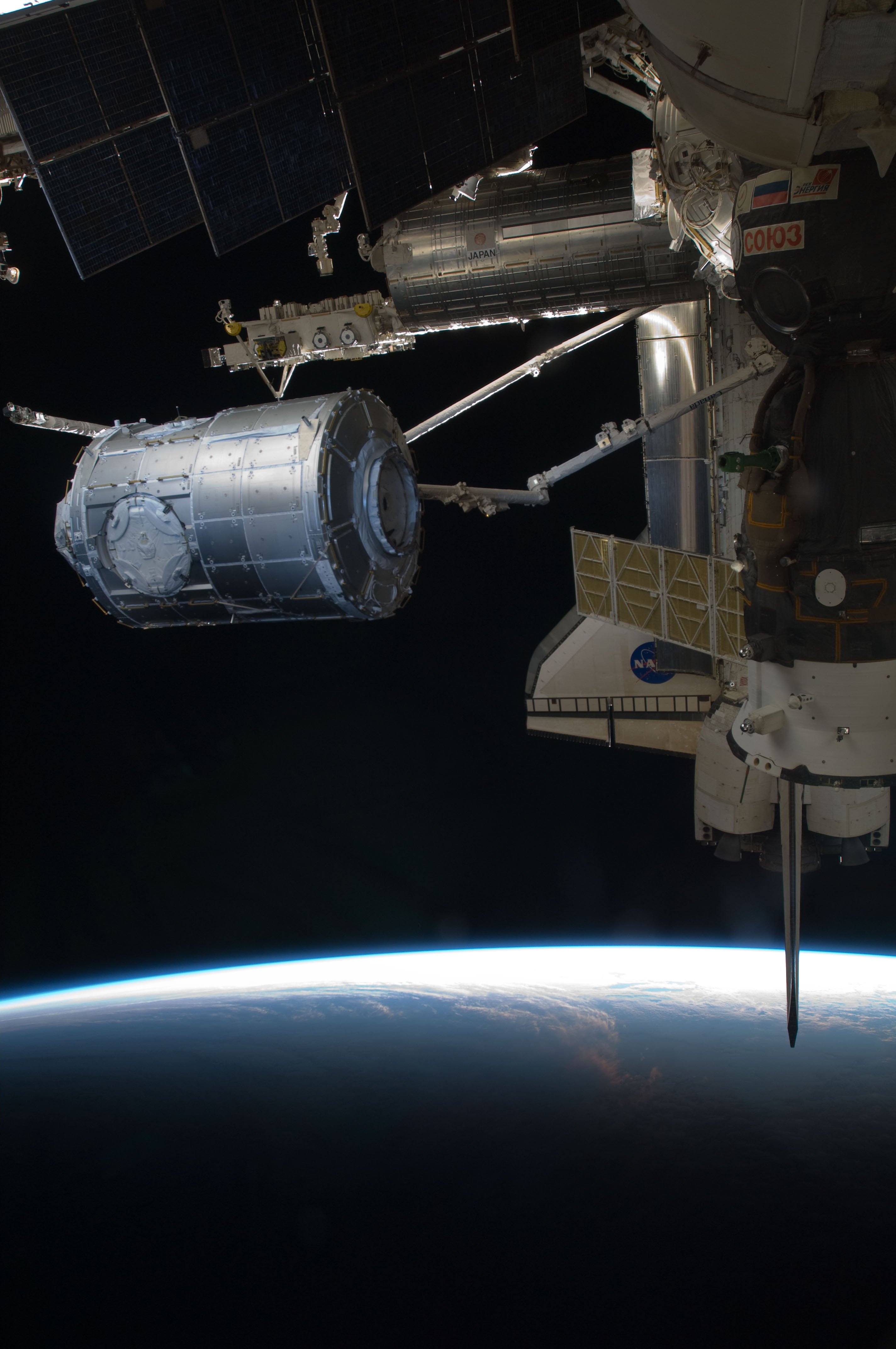
连接到团结号节点舱之前的宁静号节点舱，摄於2010年2月11日

宁静号节点舱（英語：Tranquility），又被称作节点舱3，是国际空间站的组件，由欧洲空间局与意大利宇航局共同管理和拥有的泰雷兹阿莱尼亚宇航公司为美国国家航空航天局建造，并归属美国航空航天局所有和操纵。宁静号节点舱由执行STS-130任务的奋进号航天飞机于2010年2月8日发射升空。STS-130任务还将携带穹顶舱，穹顶舱，这个大的观测舱和机器臂操作站将被安装在宁静号节点舱的底部。宁静号节点舱也将包含各种关键的国际空间站所用的系统，尤其是生命保障系统。

## 设计

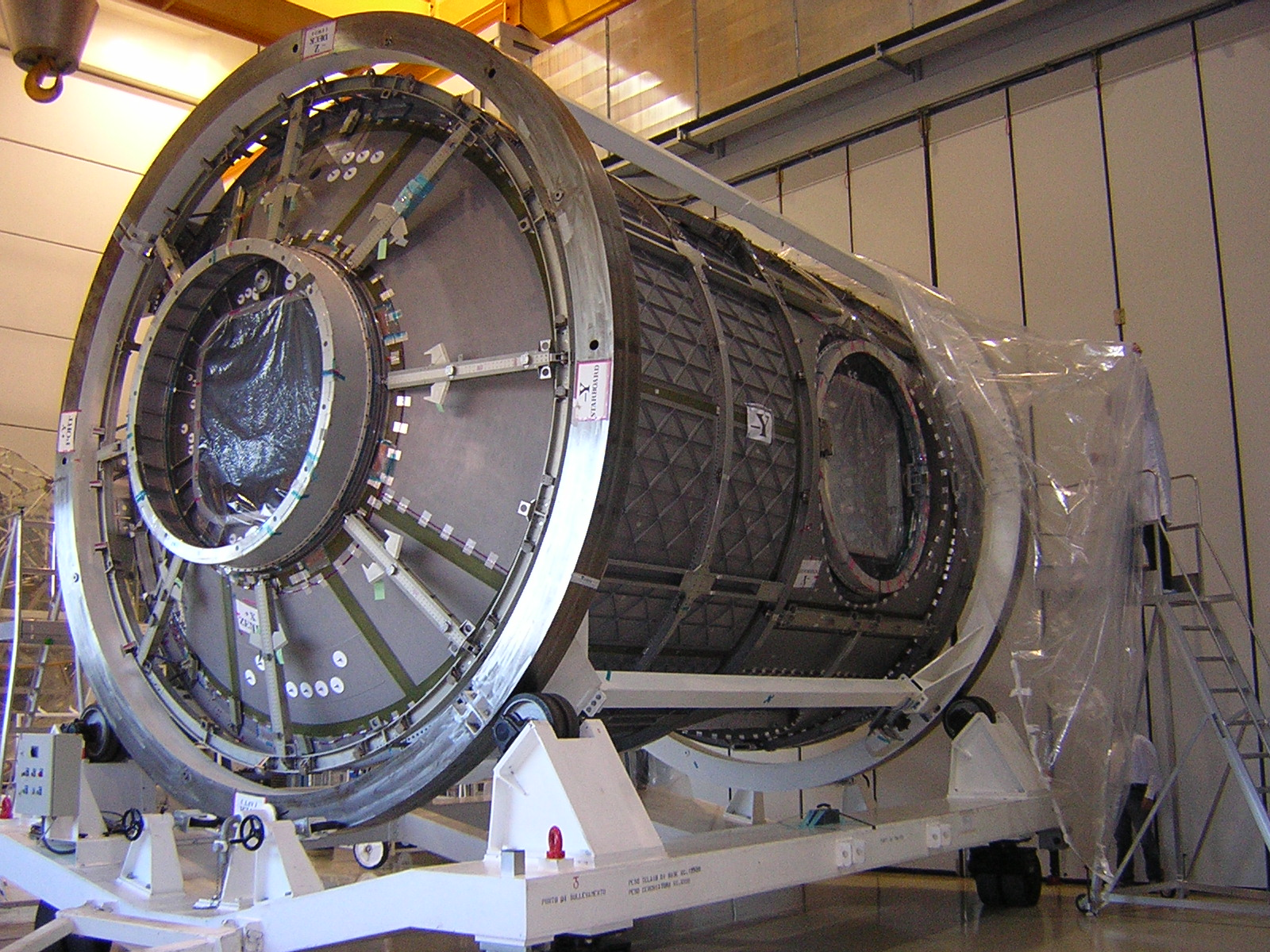
宁静号节点舱

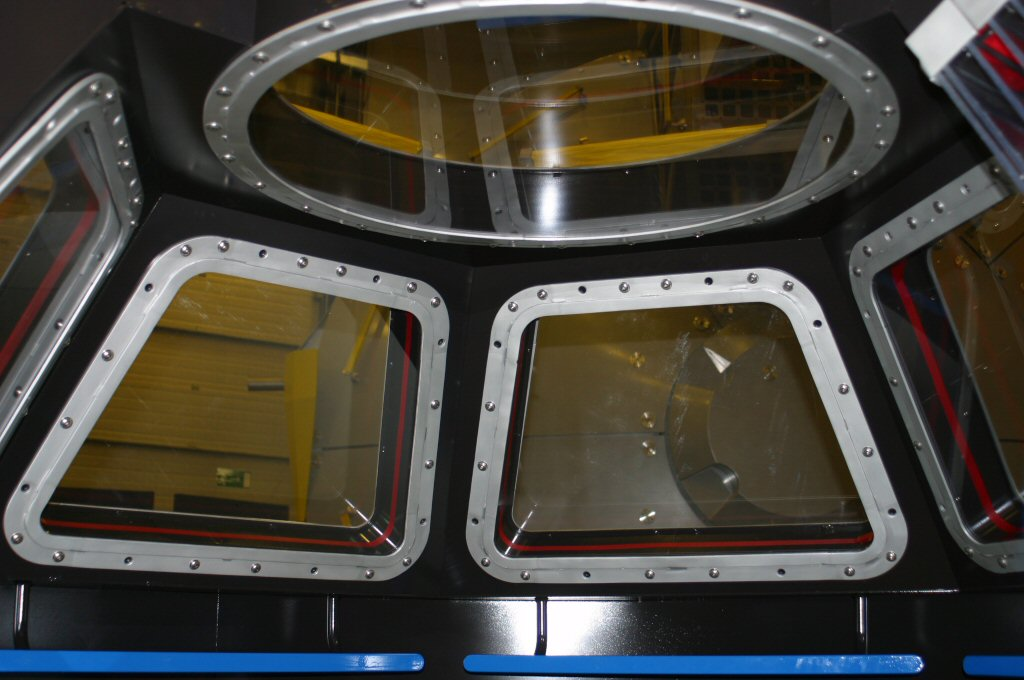
从内部看穹顶舱

宁静号节点舱的建造源于欧洲航天局与美国航空航天局之间的以物易物的合作协定，欧洲航天局保证出资建造节点舱2和节点舱3，以及自动运送飞船。以换取使用美国航空航天局拥有的国际空间站上的组件，由航天飞机执行的宇航员搭载服务，以及其他国际空间站服务。欧洲航天局与意大利宇航局合作，由泰雷兹阿莱尼亚宇航公司在意大利的都灵建造节点舱2和节点舱3。
宁静号节点舱将装备6个能提供能量，数据指令和热源与环境控制的通用连接装置，这些通用连接装置可以连接宇航员的生活舱，也可以连接搭载宇航员和物资的载人和货运飞船。其中的一个通用连接装置连接了穹顶舱，穹顶舱将安置一个机器臂操作站，也将为整个空间站提供一个观测地球的窗口。宁静号节点舱连同穹顶舱发射后，将连接在空间站面向地球的一侧。在宁静号节点舱连接在团结号节点舱之后，穹顶舱将安装在其底部。由于目前国际空间站的配置要求，宁静号现有的三个闲置的通用连接接口将被关闭。对接舱PMA-3将被连接在节点舱3的通用连接接口上。PMA-3向节点舱 3接口的移动是必需的，因为NASA决定使“莱昂纳多”多用途后勤舱永久地连接在国际空间站上，而国际空间站位於节点舱1的天底侧。

## 功能
宁静号上装备了目前太空中最先进的生命保障系统，这些系统将能循环利用废水，循环利用后的水能供宇航员使用并能同时产生氧气供宇航员呼吸。另外，宁静号上装备有空气再生系统能净化舱内的空气。并为空间站提供一个观测和操控用的窗口。宁静号上还有一个供乘员使用的太空厕所。
宁静号节点舱将主要用於训练、储藏以及执行与穹顶舱有关的机器人技术工作。

## 相關圖片

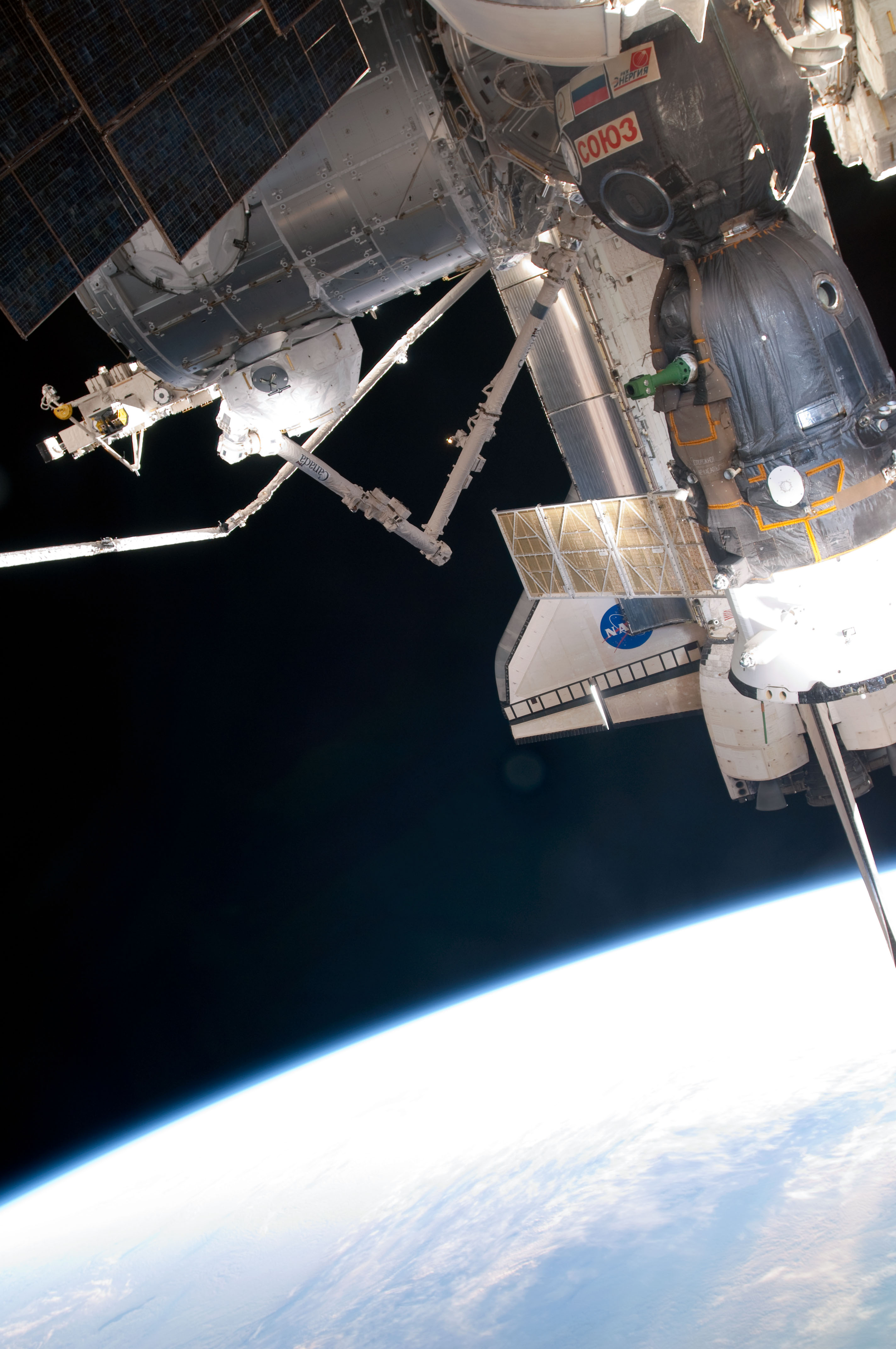
安裝完成後面對地球的穹頂艙
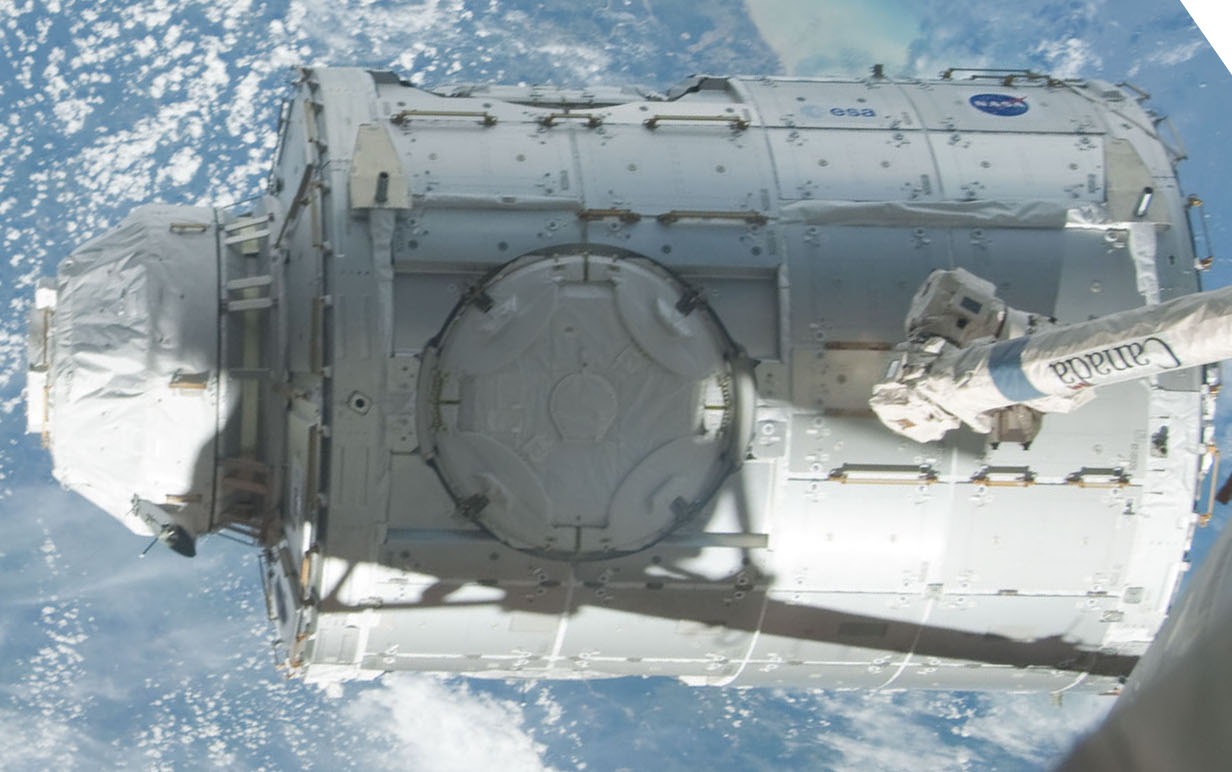
寧靜號節點艙與穹頂艙對接
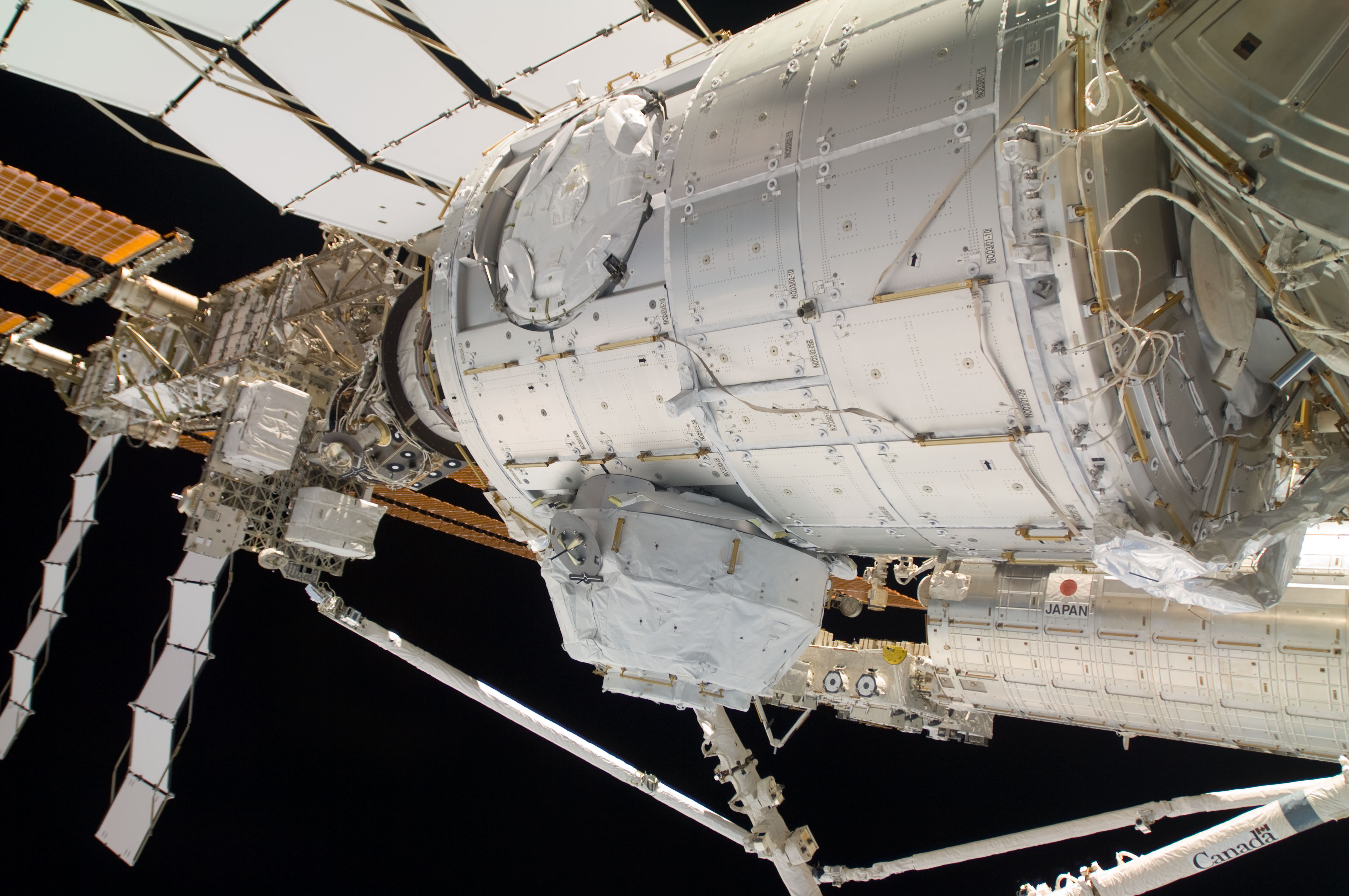
PMA-3移至寧靜號節點尾端，而穹頂艙則位於其上，保護套尚未拆卸之樣態
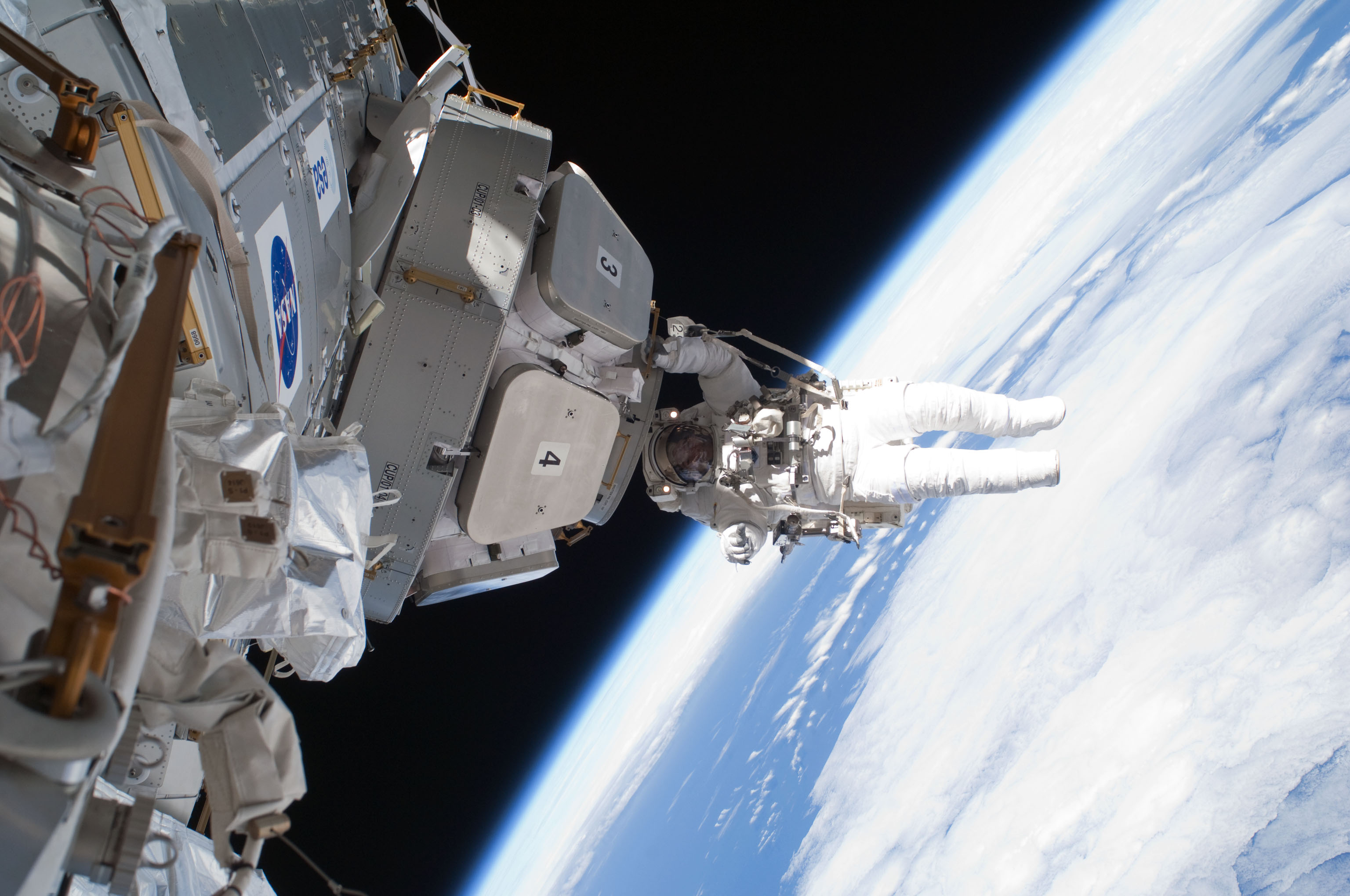
太空人Nicholas Patrick懸浮於保護套拆卸後的穹頂艙